# Duckea
Duckea es un género de plantas herbáceas perteneciente a la familia de las rapatáceas. Comprende cuatro especies originarias del  sur de América tropical.

## Especies deDuckea
- Duckea cyperaceoidea (Ducke) Maguire, Mem. New York Bot. Gard. 10(1): 42 (1958).
- Duckea flava (Link) Maguire, Mem. New York Bot. Gard. 10(1): 43 (1958).
- Duckea junciformis Maguire, Mem. New York Bot. Gard. 10(1): 43 (1958).
- Duckea squarrosa (Willd. ex Link) Maguire, Mem. New York Bot. Gard. 10(1): 42 (1958).